# Júlio do Nascimento Vieira
Júlio do Nascimento Vieira foi um "homem multifacetado - jornalista, político, dirigente associativo e sindical, industrial, comerciante, publicista e historiador", natural de Torres Vedras (1 de outubro de 1880 - 21 de janeiro de 1930).

## Dados biográficos
Júlio do Nascimento Vieira nasceu na então Vila de Torres Vedras em 1 de outubro de 1880, filho de Cândido Vieira Sousa do Nascimento e de Mariana da Purificação Veiga.
Cursou na Escola de Belas Artes de Lisboa.
Foi também um industrial de tipografia e comerciante nas áreas da livraria, da papelaria e do calçado.
Como escritor e jornalista, teve uma actividade intensa e ficou conhecido como historiador local.
Ainda no tempo da Monarquia, Júlio Vieira dinamizou um grupo de intelectuais torrienses, foi propagandista e defensor dos ideais republicanos, e Presidente da Comissão Municipal Republicana de Torres Vedras.
Teve uma participação cívica intensa: Provedor da Mesa da Santa Casa da Misericórdia de Torres Vedras, sócio fundador do Centro Republicano Torriense, membro da direcção do Sindicato Agrícola de Torres Vedras, Presidente da Associação de Socorros Mútuos 24 de Julho de 1884, fundador e membro da direcção da corporação de Bombeiros Voluntários de Torres Vedras, membro da Comissão Organizadora da Previdência Agrária, Administrador-delegado da Comissão de Iniciativa das Termas dos Cucos e Praia de Santa Cruz e principal impulsionador da I Exposição Agrícola, Pecuária e Industrial de Torres Vedras, em 1926.
Faleceu a 21 de janeiro de 1930

## Júlio Vieira como escritor e historiador

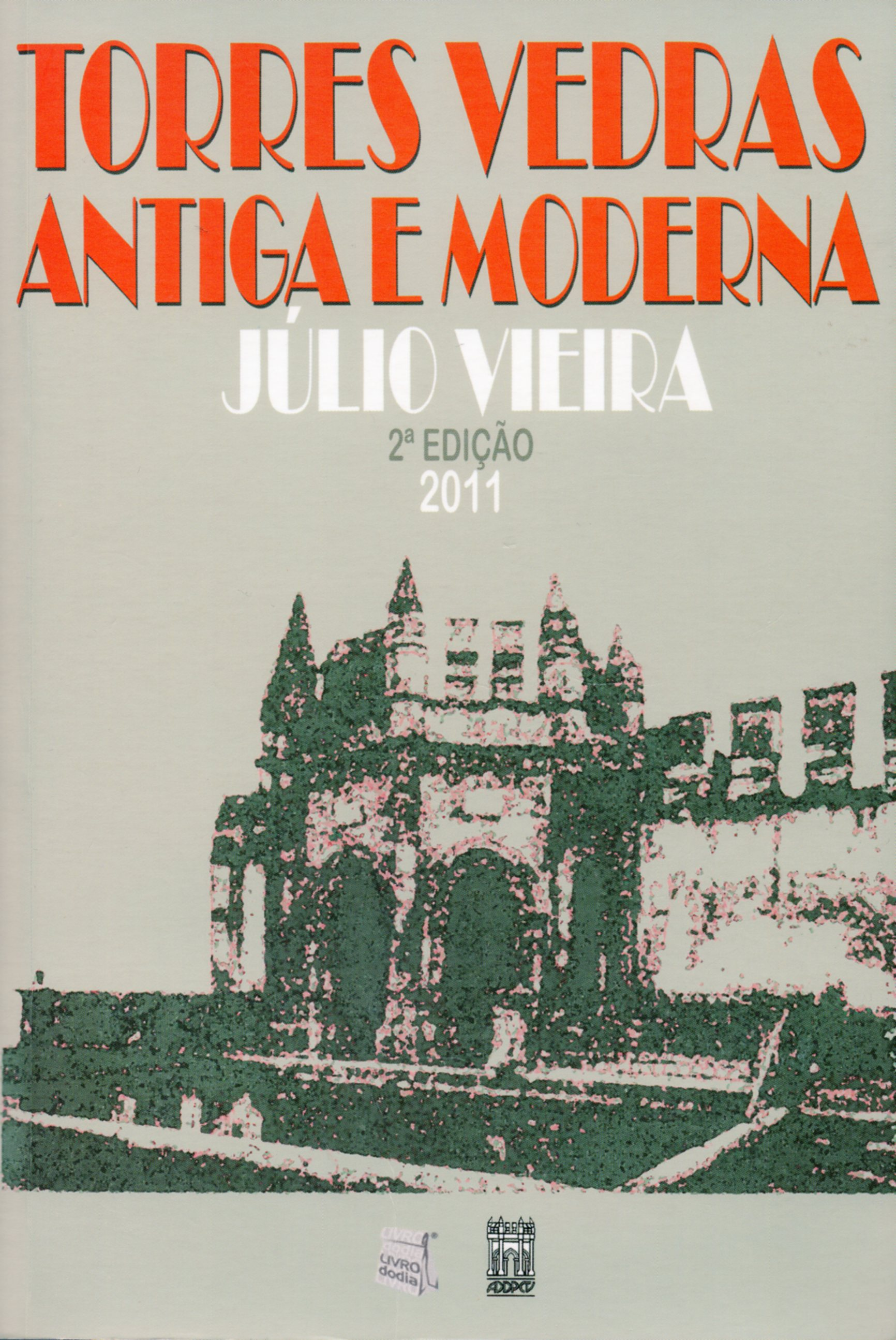
Torres Vedras antiga e moderna, 2011, 2ª edição.

Foi proprietário, editor e director dos jornais semanais regionais Folha de Torres Vedras (1905-1913) e A Vinha de Torres Vedras (1913-1919), tendo aquele recebido a Medalha de Bronze na Exposição Agrícola de Lisboa, de 1905.
Nos anos de 1906 e 1907, editou o Anuário da Região de Torres Vedras.
É sobretudo recordado pela sua faceta historiográfica, com a publicação da monografia Torres Vedras Antiga e Moderna, em 1926.
Como reconhecimento do seu elevado mérito o Município de Torres Vedras prestou-lhe homenagem póstuma, em 1990, atribuindo-lhe a Medalha de Mérito Cultural.
Quando faleceu com 49 anos tinha em projecto livros sobre Torres Vedras e seu termo, as Invasões peninsulares, Igrejas e Conventos.